# Långtjärnen (Siljansnäs socken, Dalarna)
Långtjärnen är en sjö i Leksands kommun i Dalarna och ingår i Dalälvens huvudavrinningsområde. Sjön har en area på 0,21 kvadratkilometer och ligger 302,5 meter över havet.

## Delavrinningsområde
Långtjärnen ingår i det delavrinningsområde (673131-143003) som SMHI kallar för Inloppet i Stora Snesen. Medelhöjden är 329 meter över havet och ytan är 6,78 kvadratkilometer. Räknas de 5 avrinningsområdena uppströms in blir den ackumulerade arean 51,66 kvadratkilometer. Snöån (Mögsjöån) som avvattnar avrinningsområdet har biflödesordning 3, vilket innebär att vattnet flödar genom totalt 3 vattendrag innan det når havet efter 323 kilometer. Avrinningsområdet består mestadels av skog (47 procent) och sankmarker (29 procent). Avrinningsområdet har 0,75 kvadratkilometer vattenytor vilket ger det en sjöprocent på 11,1 procent.